# SKN St. Pölten (baloncesto)
El Chin Min Dragons UBC St.Pölten es un club austriaco de baloncesto profesional de la ciudad de St. Pölten que compite en la Admiral Basketball Bundesliga, la máxima categoría del baloncesto en Austria.
Disputas los encuentros en el Landessportzentrum St. Pölten, con capacidad para 1.000 espectadores. El entrenador del equipo es Uros Vukadinovic. Los colores del equipo son el negro, el azul marino y el amarillo.

## Palmarés
- 6 Ligas: 1993, 1995 , 1996, 1997, 1998, 1999
- 3 Copas: 1994, 1996, 1998

## Nombres
- UKJ SUBA St.Polten (hasta 2005)
- UKJ St. Polten Haie (2005-2007)
- Basketball (2007-2008)
- UBC (2008-2012)
- Chin Min Dragons UBC St. Polten (2012-)